# HMAS Sydney (1912)
O HMAS Sydney foi um cruzador rápido operado pela Marinha Real Australiana e a décima quarta embarcação da Classe Town. Sua construção começou em fevereiro de 1911 nos estaleiros da London and Glasgow Shipbuilding Company na Escócia e foi lançado ao mar em agosto de 1912, sendo comissionado na frota australiana em junho do ano seguinte. Era armado com uma bateria principal composta por oito canhões de 152 milímetros em montagens únicas, tinha um deslocamento carregado de mais de seis mil toneladas e alcançava uma velocidade máxima de 25 nós.
O Sydney lutou na Primeira Guerra Mundial e sua primeira ação foi ajudar na captura de colônias alemãs no Oceano Pacífico. Ele estava escoltando um comboio de tropas pelo Oceano Índico em novembro quando respondeu a um pedido de socorro vindo das Ilhas Cocos, encontrando e derrotando o cruzador rápido SMS Emden na Batalha de Cocos. Passou o restante da guerra realizando patrulhas, primeiro no Oceano Atlântico e depois no Mar do Norte. Voltou para casa depois da guerra e continuou servindo até ser descomissionado em maio de 1928 e desmontado.